# انجو-کسای
انجو-کسای (援助交際, کوتاه‌شده انکو 援交) که معنی "روابط صمیمانه معاوضه‌ای" دارد، رویه‌ای است که نخست از کشور ژاپن آغاز شد که در آن مردان مسن در عوض دادن پول و هدایای نفیس چون انواع جواهرات به زنان جوان و جذاب از آنها روابط صمیمانه و گاهی روابط جنسی خواستار می‌شدند. شریک‌های زن در چنین روابطی ممکن است از گروه سنی دختران دبیرستانی تا زنان خانه‌دار باشند. یک ناآگاهی رایج این است که در چنین روابطی همواره نوعی از روابط جنسی نیز دخیل است. چنانچه زن مسنی خواستار چنین روابطی از سوی یک مرد یا پسر جوان باشد بدان، جیکو-انجو-کسای (逆援助交際)، یا "روابط معاوضه‌ای برعکس " گفته می‌شود.